# هارولد هیوز
هارولد هیوز (به انگلیسی: Harold Hughes) سناتور سابق عضو حزب دموکرات (ایالات متحده آمریکا) بود. وی در سال ۱۹۶۹ تا ۱۹۷۵میلادی سناتور ایالت آیووا در مجلس سنای ایالات متحده آمریکا بود.